# Amber Stevens West
Amber Stevens West (née Amber Dawn Stevens le 7 octobre 1986 à Los Angeles, en Californie) est une actrice et mannequin américaine. Elle est surtout connue pour avoir joué le rôle d'Ashleigh Howard dans la série Greek (2007-2011), ainsi que pour avoir joué le rôle de Maya Dickson dans la comédie 22 Jump Street (2014).

## Biographie
Née à Los Angeles, en Californie, Amber est la fille aînée de l'acteur Shadoe Stevens, et de l'ancienne mannequin Beverly Cunningham. Elle a une jeune sœur, prénommée Chyna Rose Stevens, ainsi qu'un demi-frère aîné, prénommé Brad Stevens, issu d'un premier mariage de son père. Elle est diplômée de l'école secondaire, Beverly Hills High School.
Amber a lancé sa carrière d'actrice en 2005, à l'âge de 19 ans, en faisant des apparitions dans des séries, telles que : Les Sauvages ou encore Amour, Gloire et Beauté. En 2007, à 21 ans, elle a eu son premier grand rôle, celui d'Ashleigh Howard dans la série Greek - qui s'est terminée en 2011. Entre 2011 et 2014, Amber a joué dans de nombreuses séries à succès : Grey's Anatomy, How I Met Your Mother, Baby Daddy, 90210, New Girl et Esprits criminels. Elle est actuellement sous contrat avec les agences de mannequinat Nu Talent Agency et Nous Model Management.
Depuis 2009, Amber est la compagne de l'acteur Andrew James West — rencontré sur le tournage de Greek. Après s'être fiancés en août 2013, ils se sont mariés le 5 décembre 2014 à Los Angeles.
Le 7 octobre 2018, jour de son 32e anniversaire, elle donne naissance à une fille, Ava. En août 2021, elle donne naissance à une deuxième fille Winona.

## Filmographie

### Films
- 2006 : Fast and Furious: Tokyo Drift : une pom-pom girl
- 2007 : The Beast : Aileen
- 2009 : Nothing for Something : Heloise (court-métrage)
- 2009 : Fired Up : Sara
- 2009 : Weekends at Bellevue : Claire Cohen
- 2012 : The Madame : Sofi (court-métrage)
- 2012 : Joey Dakota : Maya Beaumont
- 2012 : The Amazing Spider-Man : Ariel
- 2012 : The Kitchen d'Ishai Setton : Amanda
- 2012 : The Distance Between : Jen (court-métrage)
- 2014 : 22 Jump Street : Maya Dickson
- 2014 : Jessabelle : Dead Girl
- 2016 : The Bet : Daycare Employee
- 2018 : Love Jacked : Maya
- 2018 : Public Disturbance de Danny Lee : Holly
- 2019 : The Way We Weren't de Rick Hays : Carly

### Télévision

#### Séries télévisées
- 2005 : Les Sauvages (saison 1, épisode 14) : fille n°2
- 2005 : Amour, Gloire et Beauté (1 épisode) : Modèle
- 2006 : The Hills (saison 1, épisode 6) : Modèle
- 2007 : Les Experts : Amy Wilson (saison 7, épisode 18) et Tanya (saison 7, épisode 21)
- 2007-2011 : Greek (74 épisodes) : Ashleigh Howard
- 2011 : Grey's Anatomy (saison 7, épisode 12) : Laurel Pinson
- 2011 : Friends with Benefits (saison 1, épisode 7) : Caroline
- 2011 : How I Met Your Mother (saison 7, épisode 6) : Janet McIntyre
- 2012 : Baby Daddy (saison 1, épisode 8) : Izzy
- 2012 : 90210 (saison 5, épisodes 7 & 9) : Bryce Woodbridge
- 2012 : Ben and Kate (1 épisode) : Anna Lewis
- 2014 : New Girl (1 épisode) : Viv
- 2015 : Chasing Life (saison 2, épisode 5 & 6) : Frankie
- 2015 : Your Family or Mine (saison 1, épisode 3) : Sharman
- 2015-2017 : The Carmichael Show : Maxine
- 2017-2018 : Ghosted : Annie
- 2014-2019 : Esprits criminels (épisodes 10x09 & 10x12 / 11x07 & 14x15) : Joy Struthers / Joy Rossi
- 2018-2019 : Happy Together : Claire
- 2019 : New York, unité spéciale (saison 20, épisode 22) : Dallas Monroe
- 2020 : God Friended Me (saison 2, épisode 12) : Julia
- 2021 : Run the World : Whitney

#### Téléfilms
- 2007 : The Beast de James Widdoes : Aileen
- 2011 : Weekends at Bellevue de Jack Bender : Claire Cohen
- 2012 : Joey Dakota : Maya Beaumont
- 2014 : Keep It Together : Mircea
- 2015 : American Girl Dolls: The Action Movie with Anna Chlumsky de Elise Holowicki : Addy Walker
- 2020 : Coup de foudre pour l'apprenti du Père Noël (Christmas Unwrapped) de Bosede Williams : Charity Jones